# Берто, Мадлен
Мадле́н Шамо́-Берто́ (фр. Madeleine Chamot-Berthod; род. 1 февраля 1931, Шато-д’О) — швейцарская горнолыжница, выступавшая в слаломе, гигантском слаломе и скоростном спуске. Представляла сборную Швейцарии по горнолыжному спорту на всём протяжении 1950-х годов, чемпионка зимних Олимпийских игр в Кортина-д’Ампеццо, чемпионка мира, победительница швейцарского национального первенства.

## Биография
Мадлен Берто родилась 1 февраля 1931 года в коммуне Шато-д’О кантона Во, Швейцария.
В 1952 году впервые одержала победу на чемпионате Швейцарии по горнолыжному спорту, вошла в основной состав швейцарской национальной сборной и благодаря череде удачных выступлений удостоилась права защищать честь страны на зимних Олимпийских играх в Осло — заняла здесь шестое место в слаломе и скоростном спуске, в то время как в гигантском слаломе была дисквалифицирована и не показала никакого результата.
Первого серьёзного успеха на взрослом международном уровне добилась в сезоне 1954 года, когда побывала на чемпионате мира в Оре и привезла оттуда две награды серебряного достоинства, выигранные в гигантском слаломе и комбинации — уступила француженке Люсьен Шмит и соотечественнице Иде Шёпфер соответственно.
Находясь в числе лидеров горнолыжной команды Швейцарии, благополучно прошла отбор на Олимпийские игры 1956 года в Кортина-д’Ампеццо — на сей раз стала семнадцатой в слаломе, четвёртой в гигантском слаломе, тогда как в скоростном спуске в отсутствие главной конкурентки Иды Шёпфер одержала уверенную победу, опередив ближайшую преследовательницу Фриду Денцер на 4,7 секунды (это самый большой отрыв в женском скоростном спуске за всю историю Олимпийских игр). Также по сумме трёх женских видов заняла первое место в комбинации, хотя эта дисциплина в то время ещё не входила в программу Олимпийских игр, и данная медаль пошла исключительно в зачёт чемпионата мира. За эти выдающиеся достижения по итогам сезона была признана лучшей спортсменкой Швейцарии.
Став олимпийской чемпионкой, Берто осталась в основном составе швейцарской национальной сборной и продолжила принимать участие в крупнейших международных соревнованиях. В течение последующих трёх лет добавила в послужной список ещё несколько значимых титулов и наград, добытых на различных склонах Европы, в том числе на престижных соревнованиях серий SDS и Kandahar. В 1959 году вышла замуж и с этого момента выступала под двойной фамилией Шамо-Берто.
В 1960 году отправилась представлять Швейцарию на Олимпийских играх в Скво-Вэлли — заняла здесь 28 место в слаломе и девятое место в гигантском слаломе. Вскоре по окончании этих соревнований приняла решение завершить спортивную карьеру.